# Naša stranka
Naša stranka (abgekürzt NS, serbisch-kyrillisch Наша странка (НС), deutsch Unsere Partei) ist eine liberale und multi-ethnische Partei in Bosnien und Herzegowina. Sie ist seit den Parlamentswahlen 2018 sowohl im nationalen Abgeordnetenhaus als auch Parlament der Föderation Bosnien und Herzegowina vertreten. Auf europäischer Ebene ist sie Mitglied der Allianz der Liberalen und Demokraten für Europa.

## Inhaltliches Profil
Die NS setzt sich nach eigenen Angaben gegen Korruption, Nationalismus, Separatismus und für Liberalität und Menschenrechte ein. Sie bekennt sich zum gemeinsamen Zusammenleben von Bosniaken, Serben und Kroaten im vereinigten Staat Bosnien und Herzegowina. Die Partei befürwortet ebenfalls eine gesetzliche und gesellschaftliche Gleichstellung von LGBT in Bosnien und Herzegowina.
Naša stranka befürwortet einen Beitritt Bosnien und Herzegowinas in die Europäische Union und die NATO.

## Geschichte
Die NS wurde 2008 von mehreren Kulturschaffenden als anti-nationalistische und multiethnische Partei gegründet. Sie unterstützte im selben Jahr das erste Queer Festival in Sarajevo und schaffte erstmals den Einzug in mehrere Kommunalparlamente. 
Bei den Parlamentswahlen 2010 und 2014 verfehlte sie jeweils den Einzug ins Parlament, schaffte ihn allerdings bei den Wahlen 2018. Dabei nominierte die NS mit Boriša Falatar auch erstmals einen Kandidaten für die gleichzeitig stattfinden Präsidentschaftswahlen. Falatar erreichte bei der Wahl für das kroatische Mitglied des Präsidialkollegiums 3,74 % der Stimmen. 
Bei den Kommunalwahlen 2020 gewann die NS in Sarajevo-Centar die Bürgermeisterwahlen und stellt damit erstmals ein Stadtoberhaupt. Zusätzlich setzten sich in Novo Sarajevo und Ilidža von der NS unterstützte Kandidaten durch.
2022 unterstützte die NS die Kandidatur des Sozialdemokraten Denis Bećirović für die Wahl des bosniakischen Präsidiumsmitglieds. Dieser setzte sich letztendlich gegen den Kandidaten der SDA, Bakir Izetbegović, durch. Infolge der Wahlen ergab sich für die Partei erstmals in ihrer Geschichte eine Regierungsbeteiligung auf nationaler Ebene: Edin Forto, Parteivorsitzender der NS, ist im Kabinett von Borjana Krišto als Verkehrs- und Kommunikationsminister vertreten.

### Wahlergebnisse
Wahlen zum Abgeordnetenhaus von Bosnien und Herzegowina
| Jahr | Prozent % | Sitze | Stimmen |
| ---- | --------- | ----- | ------- |
| 2010 | 1,18      | 0/42  | 19.435  |
| 2014 | 0,67      | 0/42  | 10.913  |
| 2018 | 2,92      | 2/42  | 48.401  |
| 2022 | 3,12      | 2/42  | 49.481  |

Wahlen zum Abgeordnetenhaus der Föderation Bosnien und Herzegowina
| Jahr | Prozent % | Sitze | Stimmen |
| ---- | --------- | ----- | ------- |
| 2010 | –         | 0/98  | –       |
| 2014 | 1,66      | 1/98  | 15.248  |
| 2018 | 5,09      | 6/98  | 50.945  |
| 2022 | 5,21      | 6/98  | 50.815  |

Wahlen zum Abgeordnetenhaus der Republika Srpska
| Jahr | Prozent % | Sitze | Stimmen |
| ---- | --------- | ----- | ------- |
| 2010 | 1,58      | 0/83  | 10.010  |
| 2014 | –         | 0/83  | –       |
| 2018 | –         | 0/83  | –       |
| 2022 | –         | 0/83  | –       |